# Bourletides wallacei
Genre
Espèce
Bourletides wallacei, unique représentant du genre Bourletides, est une espèce de collemboles de la famille des Bourletiellidae.

## Distribution
Cette espèce est endémique d'Australie.

## Publication originale
- Betsch & Massoud, 1972 : Collemboles Symphypleones d'Australie: Bourletides, n. g., et Pygicornides. Annales de la Société entomologique de France, (N.S.), vol. 8, no 1, p. 225-237.